# 棘爪低额蚤
棘爪低额蚤（学名：Simocephalus exspinosus）为蚤科低额蚤属的动物。分布于亚洲、欧洲、北美洲、非洲、台湾岛以及中国大陆的江苏、河北、吉林、云南、内蒙古、甘肃等地，属于广温性物种。其主要生活于小型水域中。